# Concilio Cadavérico

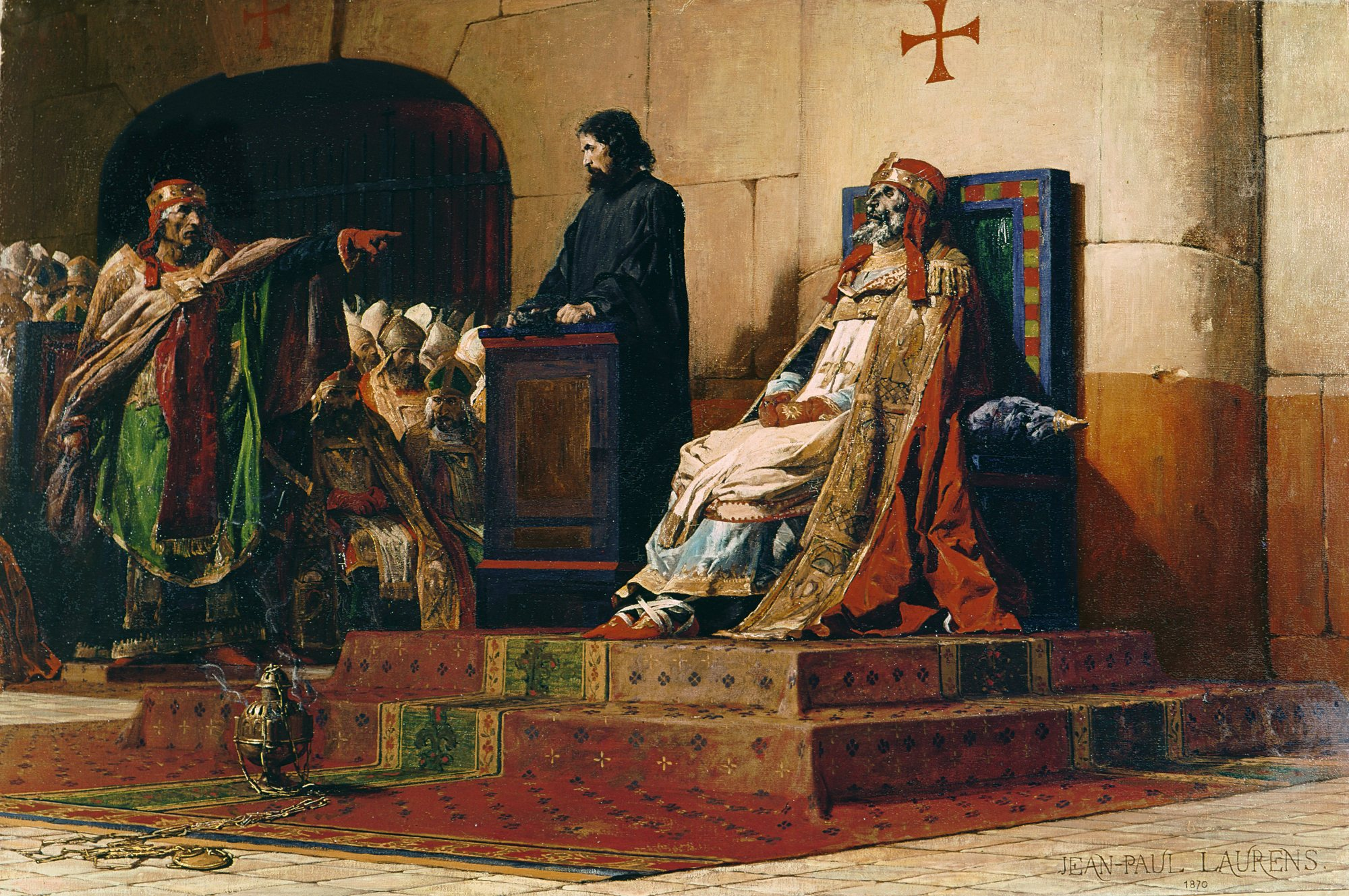
Jean-Paul Laurens, El papa Formoso y Esteban VI (1870).

El Concilio Cadavérico (también conocido como juicio del Cadáver, sínodo del Terror o sínodo del Cadáver; en latín, Synodus Horrenda) es el nombre comúnmente dado al juicio eclesiástico póstumo del papa Formoso, celebrado en la Basílica de San Juan de Letrán de Roma en enero de 897.  El juicio fue promovido por el papa Esteban VI, que había sucedido a Bonifacio VI, cuyo breve pontificado había tomado el relevo al de Formoso. Esteban acusó a Formoso de perjurio y de haber accedido al papado ilegalmente. Al final del juicio, Formoso fue declarado culpable y su papado fue declarado retroactivamente nulo. El sínodo del Cadáver es recordado como uno de los episodios más estrafalarios de la historia del papado.

## Historia
El mismo año de la muerte de Formoso, subió al trono pontificio Bonifacio VI con el apoyo de Lamberto de Spoleto, quien había vuelto a tomar el control de Roma al caer enfermo Arnulfo de Carintia y verse obligado a abandonar Italia. Lamberto, junto a su madre Ageltruda, impulsó la realización de un juicio contra el Papa difunto, que no había apoyado a la familia Spoleto en sus reivindicaciones políticas.
Esteban VI, sucesor de Bonifacio VI (quien había muerto 15 días después de ser elegido papa), ordenó, nueve meses después de la muerte de Formoso, exhumar su cadáver y someterlo a juicio en un concilio que reunió a tal fin.
En dicho concilio, celebrado bajo la presidencia de Esteban VI, se procedió a revestir el cadáver de Formoso de los ornamentos papales y se le sentó en un trono para que escuchara las acusaciones. La principal de éstas fue que siendo obispo de una diócesis, la de Porto, la había abandonado para ocupar como papa la diócesis de Roma.
Encontrado culpable, se declaró inválida su elección como papa y se anularon todos los actos y ordenaciones de su papado. A continuación se despojó al cadáver de sus vestiduras, se le arrancaron de la mano los tres dedos con que impartía las bendiciones papales, fue quemado y, según versiones, arrojado a una fosa común reservada a criminales, o al río Tíber para que «desapareciesen de la faz de la Tierra».De esta última, según la leyenda, los restos se enredaron en las redes de un pescador, que lo extrajo de las aguas y dio sepultura, en donde permanecieron hasta la entronización de Teodoro II (cuyo pontificado tan solo duró 20 días, aunque la rehabilitación de Formoso se había iniciado con el papa Romano), cuando fueron restituidos a la Antigua Basílica de San Pedro. 
Meses después, se produjo en Roma un terremoto, que hundió la fachada y parte del techo de San Juan de Letrán, lo que fue interpretado como castigo divino por los seguidores de Formoso, que tomaron represalias contra Esteban VI, que fue encarcelado y estrangulado.
El papa Juan IX convocó dos concilios, uno en Rávena y otro en Roma, en los que se promulgó que toda acusación en tribunales sobre una persona muerta estaba prohibida. Sin embargo, el papa Sergio III, al acceder el trono en el 904, anuló tanto los concilios convocados por Juan IX y Teodoro II, quiso revalidar el concilio contra Formoso, y se cree que inició un segundo juicio, esta vez sin el cadáver, hallándolo nuevamente culpable. Aquí es donde algunos autores apuntan que se tiró el cadáver al río, no anteriormente. Sin embargo, es dudoso que hubiera un nuevo juicio, puesto que la fuentes son confusas, ya que el autor de esta información era Liutprando de Cremona, quien habría colocado erróneamente el «Concilio Cadavérico» en el pontificado de Sergio III, en lugar del de Esteban VI.De esta forma no sería hasta finalizado el pontificado de Sergio III, que se vuelven a recoger los restos y son depositados definitivamente en el Vaticano. 
En 1464 el cardenal Pietro Barbo, al ser elegido papa, tuvo que ser disuadido de llevar el nombre de Formoso II, para en su lugar llevar el de Paulo II.